# Colorante stilbenico
I coloranti stilbenici sono una classe di coloranti organici sintetici secondo la classificazione del Colour Index. Sono chiamati così in quanto la struttura chimica principale è rappresentata dallo stilbene con gruppi di sostituzione in posizioni orto- e para-. La tipologia di colorante più spesso rappresentata all'interno della classe degli stilbenici sono i coloranti diretti, mentre la gamma dei colori più diffusa a livello commerciale è quella dei gialli e degli arancioni fino a i bruni.

## Storia
I primi coloranti stilbenici furono il Giallo Diretto 11 (1883), il Giallo Diretto 4 (1886), l'arancio Diretto 15 (1888), e dopo più di cento anni questi coloranti sono ancora quelli più importanti in termine di volume.

## Sintesi
Attualmente tutti i coloranti stilbenici sono derivati dall'acido 4-nitrotoluen-2-solfonico, ossidato in condizioni alcaline per dare come prodotto l'acido 4,4'-dinitro-2,2'stilbendisolfonico che può essere ridotto all'acido 4,4'-diammino-2,2'-stilbendisolfonico o condensato direttamente per dare principalmente i colori gialli. 
L'acido 4,4'-diammino-2,2'-stilbendisolfonico è un intermedio importante anche per molti imbiancanti ottici appartenenti alla classe degli stilbenici.
I maggiori produttori mondiali di questi coloranti attualmente (2006) sono:
3 in Cina
2 in India
2 in Europa (Ciba e Bayer)
2 in USA

## Principali applicazioni
Le maggiori applicazioni dei coloranti stilbenici sono nella tintura della carta e delle fibre cellulosiche in genere ove esercitano buona affinità e resa, del pellame per quanto riguarda i colori più scuri, e degli inchiostri inkjet per alcuni coloranti di ultima formulazione.